# 荒木氏
荒木氏（あらきうじ）は、「荒木」・「荒城」を氏の名とする氏族。姓は臣。のち朝臣

## 概要
『延喜式』「神名帳」、大和国宇智郡条に見える、荒木神社の鎮座値（現在の奈良県五條市今井町）の地名による氏の名称とされている。弘仁5年（814年）成立の『新撰姓氏録』「摂津国神別」によると、「荒城朝臣」は、津島朝臣と同じで、「大中臣朝臣同祖、津速魂命三世孫天児屋根命之後也」とあり、『日本後紀』延暦23年（804）正月には大荒城臣忍国を遠江介に任じたとあり、『類聚国史』巻第九十九、「叙位」によると弘仁8年（817年）12月に荒城朝臣広野に外従五位下を授けたとあるため、9世紀初め頃と想定される。
荒木氏は、平城左京、および摂津国・越前国・出羽国に分布しており、越前には無姓のものもいたという。
一族には、天平7年（735年）8月14日『瑜伽師地論』跋語の荒城臣多都乎がいるが、著名なのは、は越前国坂井郡（現在の福井県福井市西部と坂井郡）の豪族である荒木臣で、同郡の擬主政に荒木臣叙婆の名がある。この一族は『続日本紀』巻第三十二によると、養老5年（721年）以前には大荒木と称していており、神亀4年（727年）以後は大の文字をつけなくなった、という。『続紀』巻第二十八によると、天平神護3年（767年）5月、荒木道麻呂とその子息の忍国が西大寺に墾田・稲・庄などを献上し、叙位された、とある。忍国はその後、神護景雲2年（736年）8月、左兵庫助に任命され、宝亀4年（773年）に大荒木臣の氏姓に復し、遠江介・主馬頭を歴任している。『続紀』巻第三十六、宝亀11年（780年）8月にも越前国の人、大荒木臣忍山の名が見えている。
『類聚国史』には先述の弘仁8年（817年）12月の荒城朝臣広野がおり、弘仁9年3月10日近江国愛智郡大国郷墾田売券に、大国郷戸主大荒木臣浄川の名が現れている。貞観9年（867年）3月26日付「高子内親王家庄牒案」に名の記されている荒城長人も朝臣姓と推定される。